# Relações entre Itália e Vietnã
As relações entre a Itália e o Vietnã são consideradas relativamente fortes e amigáveis. A Itália mantém uma embaixada em Hanói. O Vietnã mantém uma embaixada em Roma.

## História
Durante a Guerra do Vietnã, a Itália só reconheceu o Vietnã do Sul por estar alinhado com o Ocidente. No entanto, em 1966, o embaixador italiano em Saigon, Giovanni D'Orlandi, colaborou com o diplomata polonês Janusz Lewandowski, da Polônia comunista, que mantinha laços de amizade com o Vietnã do Norte, para persuadir a uma paz total e acabar com a Guerra do Vietnã. A Operação Marigold foi considerada uma das melhores oportunidades para acabar com a guerra; no entanto, devido às crescentes tensões entre os Estados Unidos e o Vietnã do Norte, que levaram a uma decisão subsequente de bombardear o Vietnã do Norte pelo presidente Lyndon Johnson, ela não se concretizou.
A Itália e o Vietnã do Norte finalmente estabeleceram relações em 1973.

## Relações modernas
Desde o fim da Guerra Fria, as relações entre os países testemunharam um ressurgimento. Durante esse período, os dois países desenvolveram laços estreitos de cooperação. A Itália tem apoiado ativamente uma maior cooperação entre o Vietnã e a União Europeia (UE) e a normalização das relações entre o Vietnã e as instituições financeiras, comerciais e monetárias internacionais. O comércio bilateral entre o Vietnã e a Itália atingiu US$ 4,3 bilhões em 2015. Os dois países estão se esforçando para atingir US$ 5 bilhões por ano.
Em 2005, o Vietnã desejava desenvolver relações multifacetadas com a Itália em conformidade com as situações atuais no mundo e na região, assegurou o presidente Trần Đức Lương ao presidente da Câmara Alta da Itália, Ferdinando Casini, durante sua visita a Hanói.
Sandra Scagliotti, Diretora do Centro de Estudos do Vietnã em Turim, na Itália, declarou que "o Vietnã e a Itália estão desfrutando do período mais vibrante de suas relações, em termos de política, economia, intercâmbio cultural e cooperação em segurança".